# Cadoxton River
Der Cadoxton River (walisisch Afon Tregatwg) ist ein Fluss im Vale of Glamorgan in Süd-Wales. Mit einer Länge von nur etwa 8 Kilometern (5 mi) ist er einer der kürzesten Flüsse von Wales.

## Verlauf
Der Wasserlauf erhält den Namen Cadoxton nur wenig nördlich von Dinas Powys beim Dörfchen Michaelston-le-Pit am Zusammenfluss von Wrinstone Brook und Bullcroft Brook. Der Wrinstone Brook kommt von Westen und durchschneidet eine kleine Hügelkette. Von der Einmündung wendet sich der Cadoxton nach Südwesten, teilweise parallel zum River Ely und teilweise parallel zum Bristolkanal. Die A4055 (Cardiff Road) begleitet den Flusslauf bis nach Barry. In Barry ist der Fluss kanalisiert und wird so zur künstlichen Mündung bei The Bendricks geleitet.

### Zuflüsse
Auf seinem kurzen Verlauf erhält der Fluss dennoch Zufluss von einigen kürzeren Flüssen.
Bullcroft Brook:
Der Bullcroft Brook entspringt bei Caerau südlich der A4232. Er ist nur knapp 2 mi (3,2 km) lang und fließt südlich, wo er bei Michaelston-le-Pit mit dem Wrinstone Brook zusammenfließt. Am 19. April 2005 erlitt der Fluss eine Umweltkatastrophe, als ein Transporter, der Styrol geladen hatte, 620 l der Chemikalie verlor. Starker Regen schwemmte das Gemisch in den Bullcroft Brook, woraufhin es zu einem Fischsterben kam. Fast 200 tote Fische wurden gefunden und die Firma, eine Tochterfirma der Calor Gas Ltd, musste eine Strafe von £20.000 zahlen.
Wrinstone Brook:
Wrinstone Brook ist der größere der beiden Hauptzuflüsse des Cadoxton. Er verläuft von Westen nach Osten und ist ca. 3 mi (4,8 km) lang. Er entsteht aus einem Schwarm von Quellbächen rund um Wenvoe und fließt an dem winzigen Wohnplatz Wrinstone vorbei, um dann in einer bewaldeten Schlucht die küstennahe Hügelkette zu durchbrechen. Kurz oberhalb des Zusammenflusses mit dem Bullcroft Brook stauen mehrere Wehre den Fluss zu Teichen an, die als die Seven Lakes, beziehungsweise die Salmon Leaps bekannt sind. Sie dienen als Forellenfarm.
East Brook:
East Brook ist ein kleinerer Zufluss des Cadoxton. Er ist 2 mi (3,2 km) lang, beginnt bei Llandough und mündet südlich der A4055 bei Dinas Powys in den Cadoxton. Er verläuft durch das Gebiet von Dinas, welches als The Murch bezeichnet wird, und durch das gleichnamige „Eastbrook“.
Coldbrook:
Coldbrook entspringt im Gebiet Merthyr Dyfan von Barry. Er ist 4 mi (6,4 km) lang. Der Coldbrook selbst hat eine Reihe von kleinen Zuflüssen, deren größter, der Nant yr Argae, in St Andrews Major entspringt und 2 mi (3,2 km) Länge aufweist. Der Coldbrook mündet in den Cadoxton östlich von Palmerstown, Barry, im Gebiet „Biglis“. Ein weiterer, noch kleinerer Bach mit einer Länge von nur 1 km entspringt ebenfalls in dem Gebiet und fließt kurz vor der Mündung des Colbrook in diesen.
Sully Brook:
Sully Brook ist einer der größten Zuflüsse des Cadoxton. Seine Quelle liegt westlich von Penarth, und er verläuft südlich durch den Cosmeston Lakes Country Park. Hier nimmt er einen kleineren Bach auf und wendet sich von da nach Westen. Letztlich mündet er bei den Barry Docks in den Cadoxton. Wie der Cadoxton wurde sein Verlauf ebenfalls verlegt, um Kühlwasser für die neuen Chemie-Werke bereitzustellen.

## Geschichte
Heute ist der Fluss nur noch ein Bach, aber offenbar hatte er in früheren Zeiten eine größere Schüttung. Er war offenbar so groß, dass er in verschiedenen Karten von Britannien eingezeichnet ist. Kleine Boote konnten bis Dinas Powys fahren, aber er ist, wie auch der River Thaw einige Meilen weiter westlich, wohl verschlammt und die Mündung wurde zu einem schlammigen Gezeitenkanal, bevor der Fluss verlegt wurde.
Vor allem der Unterlauf wurde großflächig durch den Menschen verändert. 1884 begann die Barry Railway Company mit den Arbeiten an den Barry Docks, die in die natürliche Mündung des Flusses hineingeschnitten wurden und die Mündung wurde verlegt. Der Unterlauf war früher den Gezeiten ausgesetzt, aber ein sluice gate (Siel), welches zur selben Zeit gebaut wurde, hält das Meerwasser fern.
Von den 1940ern bis in die 1970er wurden die Ablagerungen des Flusses durch zahlreiche chemische Abwässer verschmutzt. Aufgrund neuerlicher Bemühungen zum Umweltschutz ist die Wasserqualität heute jedoch wieder besser, und der Fluss enthält wieder Wasserlebewesen, inklusive Forellen. Allerdings ereignete sich 2005 die bereits beschriebene Umwelttragödie.

## Etymologie
Auch wenn er den Namen trägt, verläuft der Cadoxton heute nicht mehr durch die Gemeinde Cadoxton. Früher verlief er sogar durch das Zentrum von Barry und diente auch als Schifffahrtsroute nach Barry (bei Flut). Die Mündung lag am Westende von Barry Island, wo sich heute der Eingang zu den Docks befindet. Barry Island verlor durch die Verlegung des Flusses den Status einer Insel.

## Hochwasser
Im Oktober 1998 führte der Fluss Hochwasser, aber laut der Environment Agency waren nur sechs Grundstücke in Dinas Powys betroffen. Die Flut wurde zum Teil dadurch verursacht, dass der Fluss so stark verbaut war und die gewöhnlichen Abflusswege versperrt waren.